# Зобніна (Ачитський міський округ)
Зобніна́ (рос. Зобнина) — присілок у складі Ачитського міського округу Свердловської області.
Населення — 4 особи (2010, 7 у 2002).
Національний склад станом на 2002 рік: росіяни — 100 %.